# 旅行威尔伯里乐队
Traveling Wilburys （有人翻譯為 漂泊）是一個英、美搖滾樂團，由前披頭四成員乔治·哈里森（George Harrison）、E.L.O的主唱傑夫·琳恩（Jeff Lynne）、 羅伊·歐賓森（Roy Orbison）、湯姆·佩蒂（Tom Petty）和巴布·狄倫（Bob Dylan）所組成。他們在1988及1990共發行了兩張專輯，但羅伊歐賓森在第二張專輯錄音前因病去世。

## History
樂團的組成，起源於羅伊歐賓森、喬治哈里森和傑夫林尼三人，在巴布狄倫家中的錄音室灌錄一支喬治哈里遜的單曲 Handle with Care，湯姆培迪也恰巧來訪而加入陣容。 五個搖滾巨星非常享受一起工作的感覺，決定將這首精彩的歌曲發展成一張專輯。
1988年，由五人共同創作的同名專輯 Traveling Wilburys Vol. 1問世，在專輯中他們甚至以Wilbury為姓氏，每一位成員都依此取了藝名。這張專輯大受市場歡迎，排行榜單曲包括 Handle with Care、 Last Night、Heading for the Light及End of the Line。1989年為他們因此贏得了葛萊美獎最佳搖滾團體獎。
羅伊歐賓森於1988年12月逝世。其餘四人在1990年發行了第二張（也是最後一張）專輯 Traveling Wilburys Vol. 3。這張專輯並未如前一張成功。

## 附註
1. ↑  Smax, Willy.  (DVD) (音像媒体说明). 2007  [2010-11-11]. （原始内容存档于2008-04-22）. 已忽略未知参数|albumlink= (帮助); 已忽略未知参数|producer= (帮助); 已忽略未知参数|bandname= (帮助)